# Magallanes (departamento)
Magallanes é um departamento da Argentina, localizado na província de Santa Cruz.